# Madonna di Campiglio (singolo)
Madonna di Campiglio è un singolo del cantante italiano Ludwig in collaborazione con il rapper italiano J-Ax e DJ Matrix pubblicato il 15 novembre 2024 come secondo estratto dall'album Musica da Après-Ski di DJ Matrix.

## Tracce
Testi di Alessandro Aleotti, Daniele Autore, Ludovico Franchitti, Matteo Schiavo, musiche di Daniele Autore, Matteo Schiavo.
1. Madonna di Campiglio (feat. J-Ax) – 2:41